# Lluc Mesquida i Florit
Lluc Mesquida i Florit (Santa Maria del Camí, 1661 - Ciutat de Mallorca, 1729) va ser un mestre d'obres.
Era fill del mestre picapedrer Lluc Mesquida i Cabot i pare d'un altre mestre d'obres: Lluc Mesquida i Rosselló, també fou fill seu Antoni Mesquida, provincial de l'ordre dels Mínims el 1745. La coincidència de nom entre els tres mestres ha provocat no poques confusions, aclarides gràcies a la recerca de Josep Capó.
Participà en la construcció del convent dels mínims, fundat el 1682, i impulsat pel provincial Miquel Canals Mas. Gràcies al suport econòmic del Pare Canals, entre 1694 i 1700 s'acabà el nou convent, església i cor, sagristia i claustre. És l'autor de les traces i mestre d'obres del Convent dels Mínims de Muro. Realitzà uns plànols de l'església dels Mínims de Sineu i edificà l'església de Santa Eugènia.
Assabentat el rector de Sant Marçal, a Marratxí, de les obres de Lluc Mesquida al Convent dels Mínims, en breu temps se animà y digué a est poble de Marratxí dient missa, que tenguessin per bé, pensassin i se animassin a fer també església al gloriós Sant Marçal. Es va donar ordre a mestre Lluc Mesquida de fer l'església nova. Les obres començaren el 1699. Lluc Mesquida traçà el presbiteri, la nau central i dues capelles laterals. L'obra restant és posterior.
Lluc Mesquida fou també el mestre major de les obres de la Parròquia de Santa Maria (1714-1729). Quadrado qualificà l'església bastida per Mesquida com Una de las obras mas esplendidas del siglo XVIII' i l'arquitecte Guillem Forteza i Pinya en fou un gran admirador.